# Machilus japonica
Machilus japonica là loài thực vật có hoa trong họ Nguyệt quế. Loài này được Siebold & Zucc. miêu tả khoa học đầu tiên năm 1846.